# Paul Coppejans
Paul Coppejans, född 28 september 1933, död augusti 2018, var en friidrottare från Belgien. Han deltog vid olympiska sommarspelen 1964.